# Myotis stalkeri
Myotis stalkeri es una especie de murciélago de la familia Vespertilionidae.

## Distribución geográfica
Se encuentra en Indonesia.